# Magdalena Sadłecka

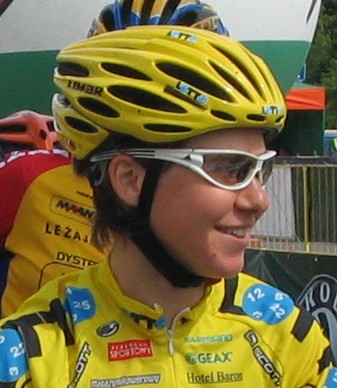
Magdalena Sadłecka en 2005.

Magdalena Sadłecka, née le 17 mars 1982 à Łódź, est une coureuse cycliste polonaise. Elle pratique principalement le VTT, mais également le cyclo-cross et le cyclisme sur route.

## Carrière sportive
Magdalena Sadłecka représente l'équipe CCC Polkowice à partir de 1995. 
En 2000, elle devient à Plouay vice-championne du monde sur route juniors (moins de 19 ans) derrière la future championne olympique Nicole Cooke. La même année, elle devient en VTT championne d'Europe de cross-country juniors.
En 2003, elle est vice-championne du monde de cross-country marathon derrière sa compatriote Maja Włoszczowska. Elle participe à l'épreuve de VTT des Jeux olympiques d'été de 2004, mais abandonne la course. En 2017, elle devient champion de Pologne de cyclo-cross. Elle a également terminé ces championnats à la deuxième place en 1999 et à plusieurs reprises en quatrième position, en 2016, 2018 et 2019.
En 2019, à 36 ans, elle se classe 22e du championnat de Pologne sur route, course qu'elle avait terminée quatrième en 1999, 2005 et 2006.

## Palmarès en VTT

### Jeux olympiques
- Athènes 2004
  - Abandon sur l'épreuve de cross-country

### Championnats du monde
- Lugano 2003
  -  Médaillée d'argent du championnat du monde de cross-country marathon

### Championnats d'Europe
- Rhenen 2000
  -  Championne d'Europe de cross-country juniors

## Palmarès en cyclo-cross
- 1997-1998
  - 3e du championnat de Pologne de cyclo-cross
- 1998-1999
  - 2e du championnat de Pologne de cyclo-cross
- 2016-2017
  -  Championne de Pologne de cyclo-cross

## Palmarès sur route
- 1999
  - 3e du championnat de Pologne de course de côte
  - 4e du championnat du monde sur route juniors
- 2000
  -  Médaillée d'argent du championnat du monde sur route juniors
  - 2e du championnat de Pologne de course de côte
  - 6e du championnat d'Europe du contre-la-montre juniors
- 2005
  - 3e du championnat de Pologne de course de côte
- 2007
  - 3e du championnat de Pologne de course de côte